# 1963 w polityce
Wydarzenia polityczne w 1963 roku.

## Styczeń
- 23 stycznia – zaginął pracownik wywiadu brytyjskiego Kim Philby. W czerwcu ZSRR potwierdził, że Philby, członek siatki szpiegowskiej Cambridge znajduje się w Moskwie[1].

## Marzec
- 8 marca – w Syrii doszło do zamachu stanu[2].
- 16 marca – zmarła Elżbieta Maria Habsburg, córka arcyksięcia Rudolfa[3].

## Maj
- 1 maja – decyzją ONZ Indonezja przejęła władzę nad Nową Gwineą Holenderską[4].
- 25 maja – w Addis Abeba zakończyły się obrady 31 państw afrykańskich. 25 państw podpisało Kartę Organizacji Jedności Afrykańskiej[4].
- Przez cały miesiąc w Iranie toczyły się walki pomiędzy wojskami Mohammada Rezy Pahlawiemu a zwolennikami ajatollaha Ruhollaha Chomejniego[4].

## Czerwiec
- 1 czerwca – Kenia uzyskała wewnętrzną autonomię i uchwaliła nową konstytucję. Premierem kraju został Jomo Kenyatta[4].
- 2 czerwca – król Arabii Saudyjskiej Su’ud ibn Abd al-Aziz Al Su’ud zniósł niewolnictwo[4].
- 9 czerwca – gazeta News of the World zamieściła szczegóły dotyczące romansu brytyjskiego polityka Johna Profumo z Christine Keeler, mającej związki z wywiadem radzieckim, co daje początek aferze Profumo[5].
- 16 czerwca – premier Izraela Dawid Ben Gurion podał się do dymisji[4].
- 20 czerwca – w Genewie podpisano memorandum między USA i ZSRR w sprawie ustanowienia tzw. gorącej linii Waszyngton-Moskwa[6].
- 24 czerwca – Lewi Eszkol został nowym premierem Izraela[4].
- 26 czerwca – prezydent Stanów Zjednoczonych John F. Kennedy wygłosił w Berlinie przemówienie, w którym użył zdania Ich bin ein Berliner (Jestem berlińczykiem)[7].

## Lipiec
- 4–6 lipca, odbyło się XIII plenum KC PZPR, usunięto z Sekretariatu Romana Zambrowskiego, koniec procesu liberalizacji w partii[8][9].
- 8 lipca we Wrocławiu zmarła pierwsza ofiara epidemii ospy prawdziwej. Stan epidemii ogłoszono 17 lipca[10].

## Sierpień
- 5 sierpnia – w Moskwie podpisano traktat o częściowym zakazie prób jądrowych[11].
- 28 sierpnia – w Waszyngtonie odbył się wielka manifestacja na rzecz obrony praw człowieka. Podczas jej trwania pastor Martin Luther King wygłosił przemówienie, zaczynając od słów I had a dream (Miałem sen)[4].
- 30 sierpnia – zmarła Aleksandra Hanowerska, wielka księżna Meklemburgii i Schwerinu[12].

## Wrzesień
- 15 września – pierwsze wybory prezydenckie w Algierii wygrał lider Frontu Wyzwolenia Narodowego Ahmad Ben Bella[4].
- 16 września – Federacja Malezyjska proklamowała niepodległość. Tego samego dnia nowe państwo przyjęto do ONZ[4].

## Październik
- 5 października – urodził się Giuseppe Castiglione, włoski polityk, eurodeputowany[13].
- 18 października – premier Wielkiej Brytanii Harold Macmillan złożył rezygnację[14]. Tego samego dnia premierem został Alec Douglas-Home[15].
- Pokojową Nagrodę Nobla otrzymały: Międzynarodowy Komitet Czerwonego Krzyża i Liga Stowarzyszeń Czerwonego Krzyża[4].

## Listopad
- 22 listopada – John F. Kennedy zginął w zamachu w Dallas[16]. Tego samego dnia zainaugurował prezydenturę Lyndon B. Johnson[17].
- 24 listopada – domniemany sprawca ataku na prezydenta Kennedy’ego, Lee Harvey Oswald, został postrzelony przez Jacka Ruby’ego i wkrótce zmarł w szpitalu[18].

## Grudzień
- 12 grudnia – Kenia ogłosiła niepodległość[4].